# Kafe s mlíkem
Kafe s mlíkem (v originále Métisse) je francouzsko-belgický hraný film z roku 1993, který režíroval Mathieu Kassovitz podle vlastního scénáře. Snímek měl světovou premiéru dne 18. srpna 1993.

## Děj
Lola je mladá míšenka ze Západní Indie. Je těhotná, ale neví, kdo je otcem. Félix, její chudý židovský milenec, o tom nechce ani slyšet. Jamal, její druhý milenec, který je bohatý, černý a muslim, odejde ze studií práv, aby mohl žít s ní. Lola podstoupí testy, aby zjistila pravdu.

## Obsazení
| Julie Mauduech     | Lola Mauduech                   |
| Hubert Koundé      | Jamal Saddam Abossolo M'bo      |
| Mathieu Kassovitz  | Félix                           |
| Vincent Cassel     | Max, Félixův bratr              |
| Tadek Lokcinski    | Félixův děda                    |
| Jany Holt          | Félixova babička                |
| Rywka Wajsbrot     | Félixova teta                   |
| Héloïse Rauth      | Sarah, Félixova sestra          |
| Marc Berman        | Maurice, Félixův šéf            |
| Andrée Damant      | Mauriceova matka                |
| Berthe Bagoe       | babička Loly                    |
| Jean-Pierre Cassel | doktor Pujol, gynekolog         |
| Félicité Wouassi   | porodní sestra                  |
| Brigitte Bémol     | Jamalova kamarádka              |
| Lydia Ewandé       | Marilyne, Jamalova chůva        |
| Peter Kassovitz    | profesor na právnické fakultě   |
| Camille Japy       | Félixova kamarádka na diskotéce |

## Ocenění
- César: nominace v kategoriích nejlepší filmový debut (Mathieu Kassovitz) a nejslibnější herec (Mathieu Kassovitz)